# Patalene perizomaria
Patalene perizomaria är en fjärilsart som beskrevs av George Duryea Hulst 1886. Patalene perizomaria ingår i släktet Patalene och familjen mätare. Inga underarter finns listade i Catalogue of Life.